# 明曾特
明曾特是匈牙利的城鎮，位於該國南部，由瓊格拉德州負責管轄，距離塞格德40公里，面積59.35平方公里，2011年人口6,772，其中約七成居民信奉天主教。